# Експансія Старої швейцарської конфедерації
Стара швейцарська конфедерація зародилася як пізньосередньовічний присяжний союз між комунами долин Центральних Альп, які на той час були частиною Священної Римської імперії, для полегшення управління загальними інтересами, зокрема вільної торгівлі, та забезпечення миру на важливих торгових шляхах через гори.
Імператори з династії Гогенштауфенів на початку XIII століття надали цим долинам вільний імперський статус, завдяки чому кантони Урі, Швіц й Унтервальден перейшли під безпосередню владу імператора без жодних проміжних сеньйорів і були значною мірою автономні.
Із возвеличенням династії Габсбургів, її правителі прагнули розширити свій вплив на цей регіон і підкорити його своїй владі. За цією причиною між ними та гірськими громадами виник конфлікт, у якому останні намагалися захистити свій привілейований статус. До трьох кантонів-засновників присяжного союзу (нім. Eidgenossenschaft) на початку XIV століття приєдналися міста-держави Люцерн, Цюрих і Берн. Спільними зусиллями їм вдалося декілька разів перемогти армії Габсбургів. Вони також зуміли стягнути вигоду з того факту, що імператори Священної Римської імперії протягом більшої частини століття походили з Люксембурзького дому, і вважали їх потенційно корисними союзниками проти своїх конкурентів в особі Габсбургів.

Територіальний розвиток Старої Швейцарської конфедерації

1460 року конфедерати контролювали більшу частину території на південь і захід від річки Рейн до Альп і Юрських гір. Наприкінці XV століття дві війни призвели до розширення до тринадцяти кантонів (Dreizehn Orte): у Бургундських війнах 1470-х швейцарці затвердили свою гегемонію на західному кордоні, а в ході Швабської війни 1499 року проти імператора Священної Римської імперії Максиміліана I Габсбурга забезпечили фактичну незалежність від імперії. За час участі в Італійських війнах XVI століття конфедерація взяла під свій контроль Тічино.
У XIV столітті в сусідніх регіонах Альп виникли дві аналогічні федерації: у Граубюндені виникли Три ліги (Drei Bünde), а у Вале за підсумком протистояння з герцогами Савої — так звані Сім Десятин (Sieben Zenden). Жодна з цих федерацій не була частиною середньовічної Eidgenossenschaft, але обидві підтримували з нею дуже тісні зв'язки.

## Територіальний розвиток

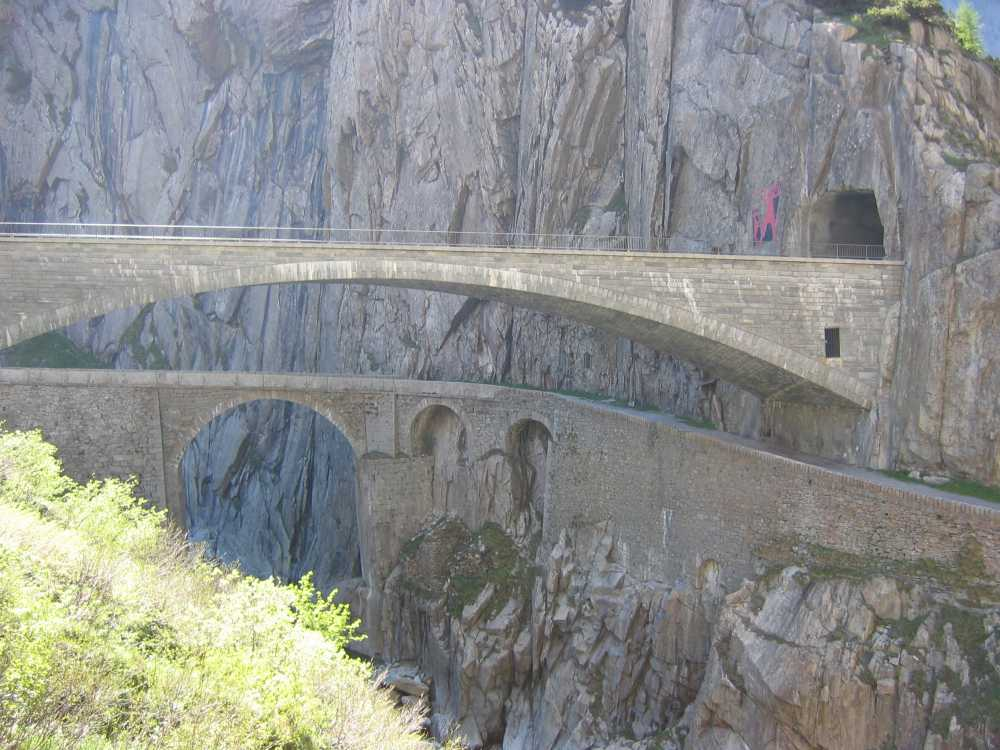
Споруджений у XIII столітті Чортів міст завершував дорогу через перевал Санкт-Готтард. На світлині зображено другий (збудований 1826 року) і третій міст (збудований 1958 року), вибудуваний у XVI столітті перший міст було пошкоджено під час війн і було знищено повінню у 1888 році.

За династії Гогенштауфенів у Священній Римській імперії регіони Урі, Швіц та Унтервальден (так звані лісові кантони) одержали вільний імперський статус. Перші два регіони одержали статус завдяки прагненням правителів взяти під свій контроль стратегічно важливий перевал Санкт-Готтард, а останній — оскільки велика частина його території належала монастирям з подібним статусом. Міста Берн і Цюрих набули цього статусу після згасання династії герцогів Церингенських з однойменного дому.
Коли 1273 року Рудольфа I Габсбурга було обрано «германським королем», він також став безпосереднім сюзереном цих вільних імперських регіонів. Він установив суворі правила та підвищив податки для фінансування війн і подальших територіальних набуттів. Коли він помер у 1291 році, його син і герцог Австрії Альбрехт I вступив у боротьбу з Адольфом Нассауським, і влада Габсбургів над альпійськими територіями тимчасово послабшала. Антигабсбурзькі повстання відбулись у Швабії та Австрії, але були швидко придушені 1292 року. Цюрих, що брав участь у заколоті, було особисто взято в облогу Альбрехтом, який змусив містян прийняти його своїм покровителем.
Цього разу заворушення спонукнули лісові кантони до тіснішої співпраці задля збереження чи повернення своїх імперських вольностей. Перший союз розпочався 1291 року, коли Рудольф придбав усі права на місто Люцерн і маєтки ельзаського імперського абатства Мурбах в Унтервальдені. Лісові кантони збагнули, що їхній торговий шлях через Фірвальдштеттське озеро перекрито, і боялися втратити свою незалежність. Рудольф помер 15 липня 1291 року, а вже 1 серпня між лісовими кантонами було укладено Вічний союз для обопільного захисту від спільного ворога. 1297 року Урі та Швіц отримали підтвердження свого статусу від Адольфа Нассауського, але через рік його перемогли та вбили війська Альбрехта в битві біля Гелльгайму.

### Формування ядра конфедерації

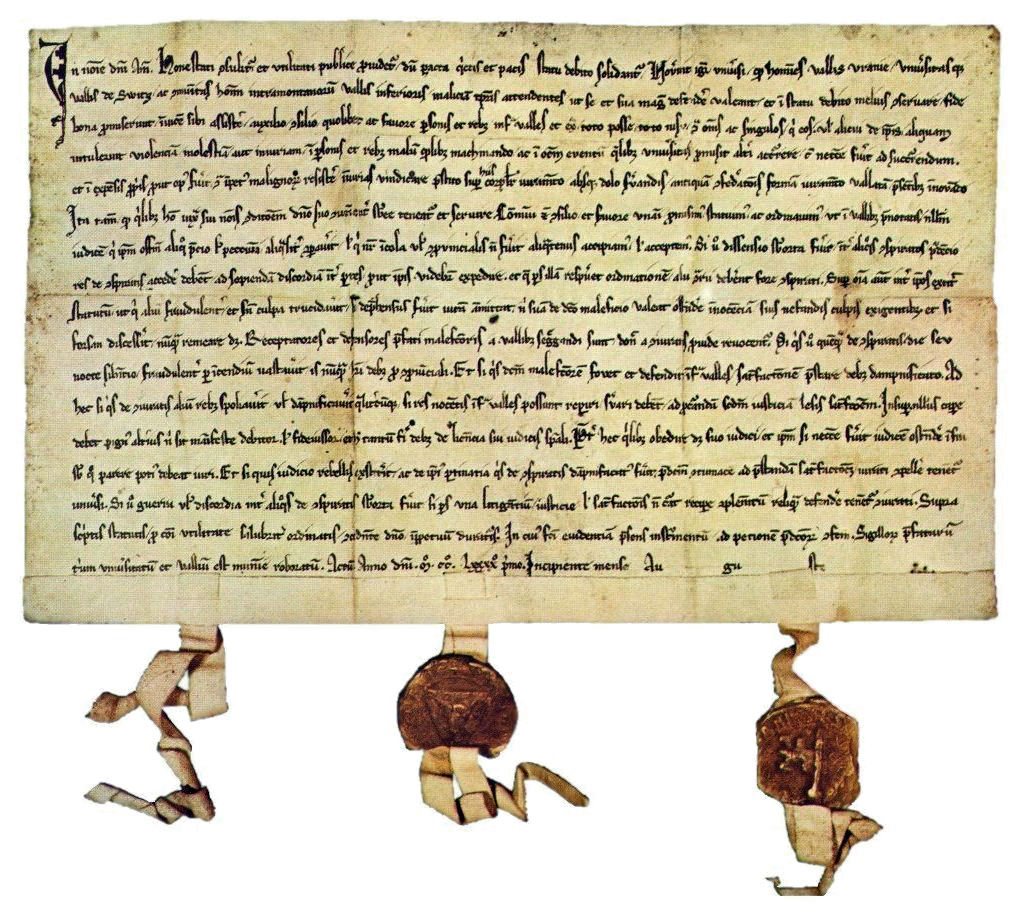
Федеративна хартія 1291 року.

Федеративна хартія 1291 року є одним з найстаріших збережених письмових документів між кантонами Урі, Швіцом й Унтервальденом, які стали засновниками Швейцарського союзу. Цілком імовірно, що він був написаний на декілька десятиліть пізніше, що ставить його в один діапазон дат із Брунненською угодою 1315 року. Починаючи з XVI століття, у швейцарській історіографії датою заснування союзу вважається 1307 рік.
Кінець XIII — початок XIV сторіччя ознаменувалися в історії Священної Римської імперії монархами з дому Габсбургів в особі Рудольфа I й Альбрехта I, чия влада випала на період політичної нестабільності: Священна Римська імперія не мала імператора протягом декількох десятиліть. Політично слабкі королі мали часто йти на поступки своїм підданим і васалам, аби залишатися при владі. Кантони-засновники одержали підтвердження грамот про імперські вольності. 1309 року навіть Унтервальден урешті отримав цей статус належним чином завдяки імператорові Генріху VII в 1309 році. Це не перешкодило герцогам Габсбургів, які спочатку мали володіння в Ааргау, спробувати відновити свій суверенітет над територіями на південь від Рейну.

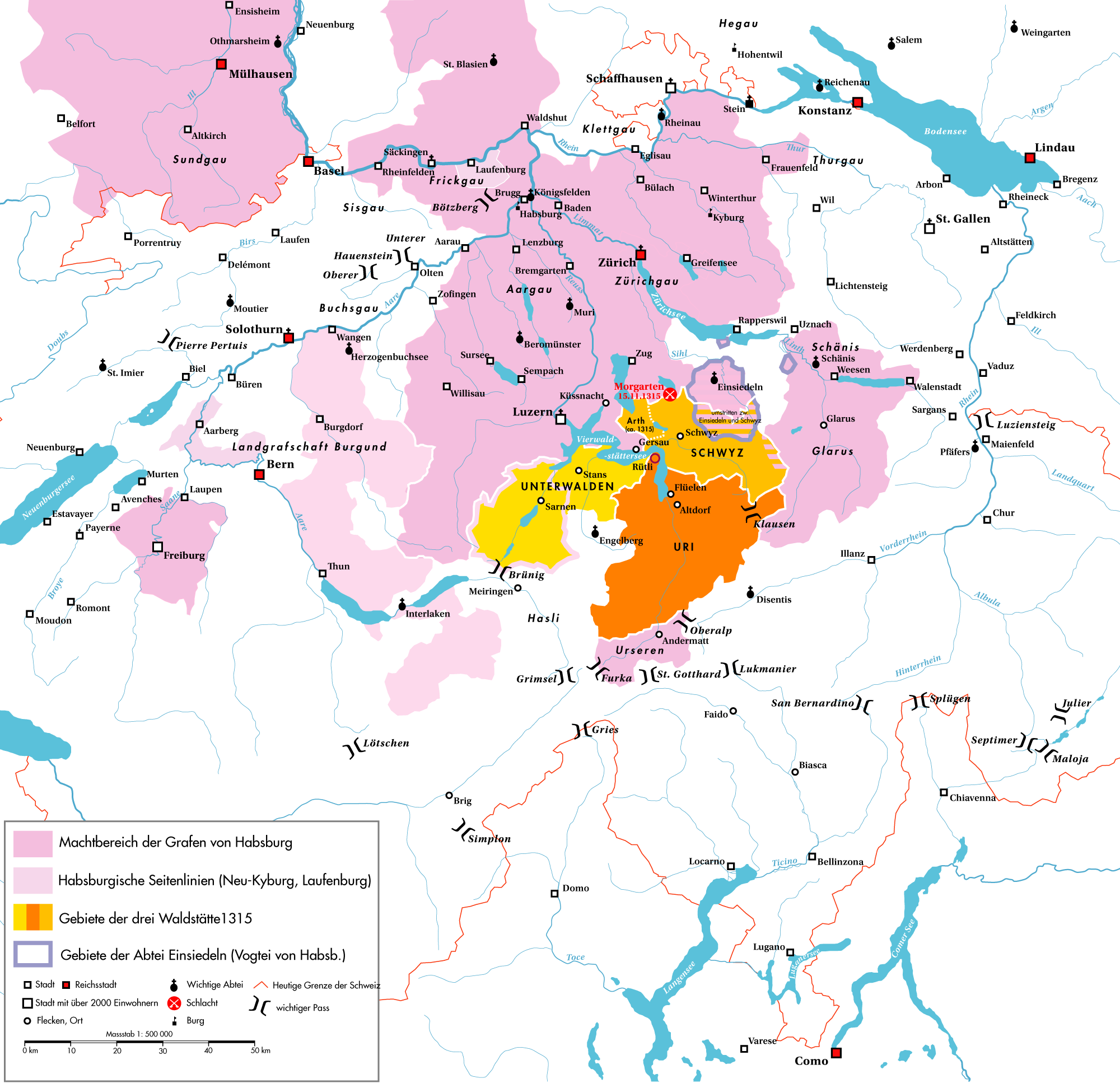
Швейцарія у 1315 році.

У боротьбі за корону Священної Римської імперії, що розгорнулася 1314 року між герцогом Австрії Фрідріхом I і баварським королем Людовиком IV, лісові кантони встали на бік останнього, побоюючись нових спроб Габсбургів анексувати їхні терени. Коли 1315 року знова загострився тривалий конфлікт між Швіцом й абатством Айнзідельн, лицарська армія под керівництвом австрійського герцога Леопольда I виступила на придушення заколоту, але зазнала повної поразки від армії союзу в битві під Моргартеном. Три кантони відновили свій союз через Брунненську угоду, а Людовик IV підтвердив їхні імперські вольності.
Швейцарські ілюстровані хроніки періоду Бургундських війн (1470-ті роки) належать до повстання проти місцевих судових розпорядників із погодженим руйнуванням їхніх фортець чи замків, відомому у швейцарській історіографії як Burgenbruch («зневага»). Найранішою згадкою про це є Біла книга Зарнена 1470 року, у якій ідеться: «усюди, де були ворожі форти (вежі), вони ламали (зневажали) їх і спершу почали ламати ці споруди в Урі»
Текст називає Цвінг Урі в Амштегу першим замком, який «зневажили», за ним слідує замок Швандау у Швіці, Роцберг у Штансі та, врешті, замок у Зарнені, штурм якого описано дуже яскраво.
Burgenbruch довгий час вважався історичним явищем, що підтверджувалося численними зруйнованими замками в Центральній Швейцарії. Та археологічні розкопки показали, що ці замки поступово ставали закинутими, а не в час повстань з 1200 по 1350 рік. «Деміфологізація» основоположного історичного періоду союзу була на вершині, відтак панівна точка зору полягала в зачисленні звітів хроністів кінця XV століття до розряду легенд. З кінця 1970-х років систематичні обстеження середньовічних замків у Центральній Швейцарії виявили, що низка замків дійсно була зруйнована на початку XIV століття, так що можна підтвердити історичну основу цих літописів, навіть якщо руйнування цих фортець само собою мало обмежений військовий вплив і не могло призвести до довготривалих політичних змін.

### Розширення до Союзу восьми
Надалі три «лісові місцини» (їхні території ще не відповідали територіям сучасних кантонів) наслідували політику повільного розширення. 1317 року Урі уклав угоду з населенням долини Урзерен, яка раніше належала Габсбургам. 1332 року до союзу приєднався Люцерн, що прагнув набути від Габсбургів імперського вільного міста. 1351 року до цих чотирьох громад приєдналося місто Цюрих, чиї громадяни 1336 року встановили Zunftordnung (правила гільдій), заборонивши шляхетну аристократію. Місто також шукало підтримки проти габсбурзького міста Рапперсвіль, яке намагалося скинути бургомістра Рудольфа Бруна в Цюриху у 1350 році. За допомоги своїх нових союзників Цюрих був здатний протистояти облозі австрійського герцога Альберта II і конфедератів, навіть завоювавши місто Цуг і долину Гларус у 1352 році. Вони мали повернути Гларус і Цуг Габсбургам за Регенсбурзькою мирною угодою 1356 року; імператор Карл IV зі свого боку визнав Zunftordnung Цюриху та підтвердив його імперський вільний статус, попри те, що у виданій у січні того ж року Золотій буллі заборонив будь-які конфедерації всередині імперії.
Конфедерація підписала «безстрокові» пакти з Гларусом і Цугом 1352 року, і, навіть якщо ці пакти через декілька років були проігноровані, ця дата часто вважається вступом цих двох кантонів у конфедерацію, хоча вони залишалися під владою Габсбургів ще декілька років.
На заході чотири лісові кантони вже уклали союз з містом Берн у 1323 році та навіть надіслали загін, аби допомогти бернським військам у їхній територіальній експансії проти герцогів Савойських і Габсбургів у битві під Лаупеном 1339 року. 1353 року Берн приєднався до «вічного» союзу з конфедерацією, завершивши формування «Союзу восьми кантонів» (нім. Bund der Acht Orte).
Цей альянс не був однорідною державою, а був радше конгломератом з вісьмох незалежних міст і земель, злучених не єдиним пактом, а системою з шістьох різних «вічних» пактів, жоден з яких не містив у собі всіх вісьмох сторін як підписантів (тільки пракантони Урі, Швіц і Унтервальден були учасниками усіх цих угод). Усі вісім сторін надалі переслідували свої власні інтереси, особливо у випадку потужних міст — Цюриху й Берну. Цюрих також входив в альянс міст, розташованих навколо Боденського озера, куди також входили Констанц, Ліндау та Шаффгаузен, а деякий час і такі далекі міста, як Роттвайль чи Ульм, а Берн наслідував власну гегемоністську політику, послідовно беручи участь у різноманітних альянсах з іншими містами, зокрема з Фрібуром, Муртеном, Білем чи Золотурном. Ця бернська «Бургундська конфедерація» була мінливішою конструкцією різноманітних союзів, і в битві під Лаупеном 1339 року Фрібур навіть встав на бік Берну. Позиція Берну після тої битви була достатньо сильною, і такі союзи часто закінчувалися тим, що інша сторона ставала залежною від Берну, як це трапилося, наприклад, з Бургдорфом чи Паєрном.
У цей час виникла зовнішня загроза у вигляді гуглерів — породжених Столітньою війною найманих лицарів-мародерів з Англії та Франції, які були переможені в грудні 1375 року на чолі з Берном.

### Консолідація
1364 року Швіц повторно захопив місто та землю Цуг і відновив союз наступного року. У 1380-х роках Люцерн агресивно розширював свою територію, захопивши Вольгузен, претендуючи на суверенітет над долиною Ентлебух і місто у володінні Габсбургів — Земпах. У відповідь Леопольд III зі своїм військом біля Земпаху 1386 року зійшовся в бою з армією союзу, зазнавши поразки, та загинув. Після цих подій Гларус оголосив себе вільним, і 1387 року заснував свою першу ландсгемайнду (регіональний протопарламент). У битві під Нефельсом 1388 року австрійська армія Альбрехта III зазнала поразки від союзного війська, і за мирною угодою герцогство визнало незалежність цих кантонів, включно з Гларусом.

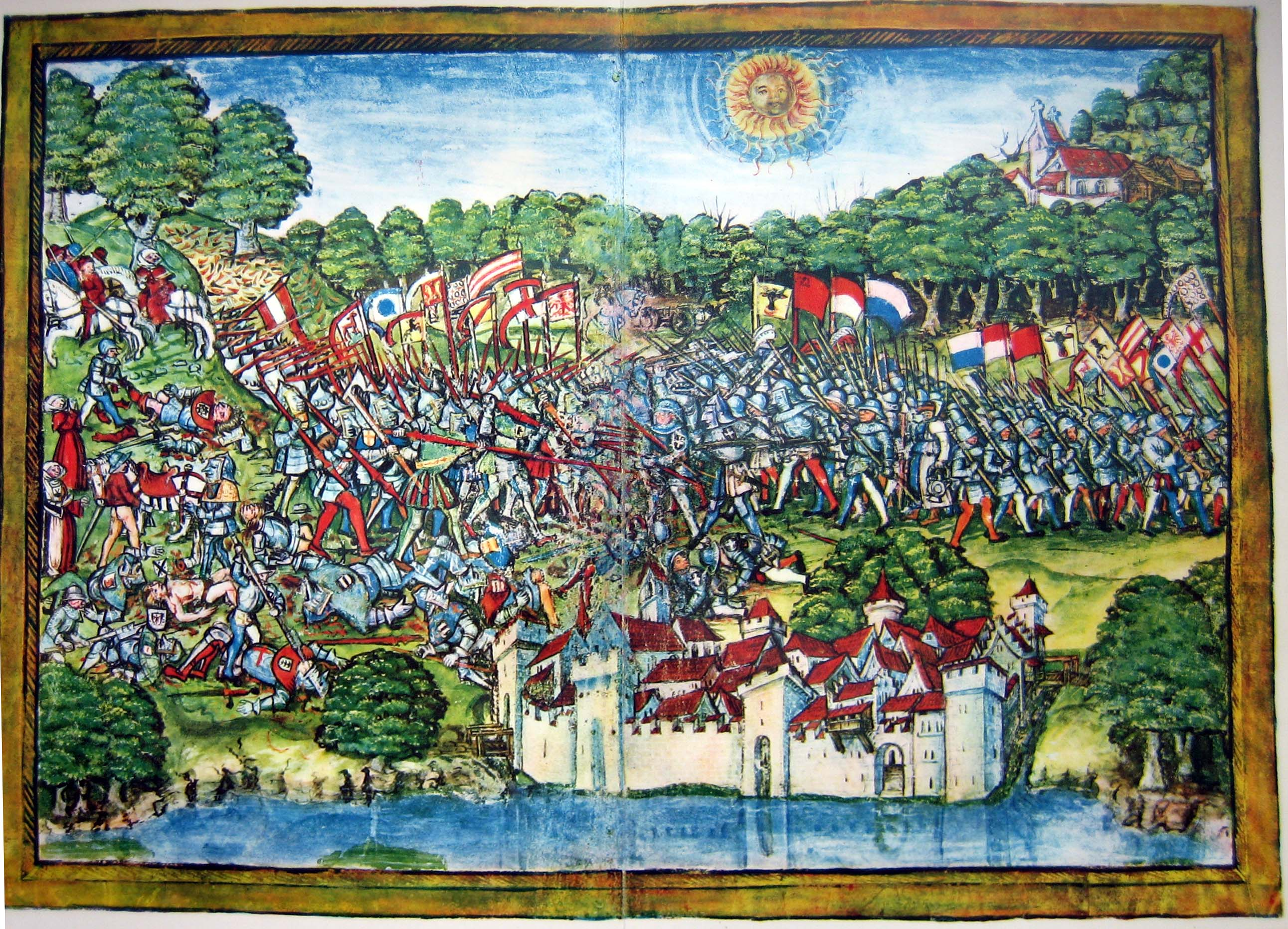
Битва під Земпахом (ілюстрація 1513 року).

Широка федеративна основа союзу була посилена додатковими угодами між його учасниками. У Попівській хартії 1370 року шість кантонів-підписантів (без Берну та Гларусу) вперше охарактеризували себе як територіальну єдність (unser Eydgnosschaft). У цьому документі вони взяли на себе владу над церквою, підпорядковуючи її своїм мирським законам. Попівська хартія забороняла міжусобиці, і сторони зобов'язалися гарантувати мир на шляху з Цюриху до перевалу Санкт-Готтард. Підписана усіма членами Союзу вісьмох (включно із пов'язаним з ними Золотурном) Земпахська хартія 1393 року встановлювала, що жоден з них не має в односторонньому порядку починати війну без обопільної згоди інших.
Починаючи з 1401 року, конфедерати підтримали повстання Аппенцеллю проти абатства Санкт-Галлену і герцога Передньої Австрії та графа Тіролю Фрідріха IV. Аппенцелль став протекторатом союзу 1411 року, через рік із герцогом укладено мирну угоду на 50 років.

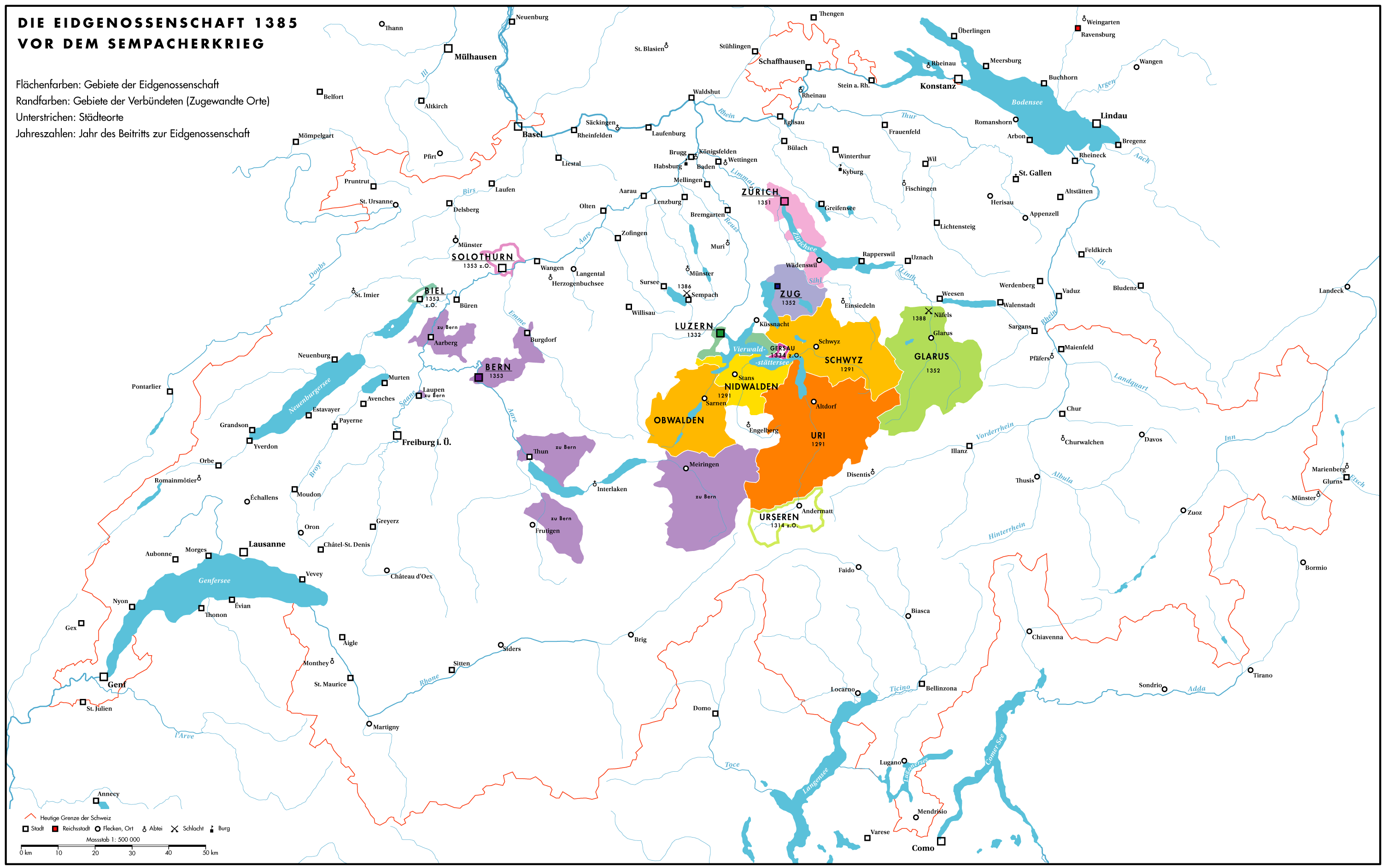
Швейцарія в 1385 році, незадовго до битви під Земпахом.

1415 року імператор Сигізмунд оголосив опалу Фрідріху IV у помсту за підтримку антипапи Іоанна XXIII на Констанцькому соборі. Також він закликав інших правителів захопити його володіння, серед яких був Ааргау. Після того як Сигізмунд надав вісьмом кантонам імперський вільний статус і видав указ про заборону мирної угоди 1412 року, союз захопив Ааргау. Велика частина территорії відійшла до Берну, а графство Баден надалі управлялося конфедерацією як спільне володіння до 1798 року. Лише Фрікталь лишався габсбурзьким.
У Вале знову спалахнув конфлікт між єпископом Сьйону та Савойським герцогством, що 1301 року призвів до розділення регіону на сфери впливу (єпископ контролював верхній Вале, а Савоя — нижню частину). Двічі савойці тимчасово окуповували весь Вале, але обидва рази їх остаточно розбивали. Обидві мирні угоди від 1361 року та 1391 року відновлювали статус-кво 1301 року. Унаслідок цієї боротьби близько 1355 року села у верхньому Вале організувалися в союз Сім Десятин, ставши після цих війн значною мірою незалежними, як і кантони.
У Граубюндені, який тоді називався Курвальхен, єпископ Куру та численні місцеві шляхетні родини боролися за контроль над регіоном з його численними альпійськими перевалами. Протягом XIV століття виникло три ліги вільних громад:
- 1367 року в районі Куру і Енгадіну виникла Ліга Божого Дому, коли 1367 року курський єпископ Жан де В'єнн планував передати управління своєю єпархією Габсбургам.[13] Ліга сплатила борг єпископа, і в подальші десятиліття посилила свій контроль над мирською адміністрацією єпископального князівства, поки 1452 року не скинула регента єпископа.
- 1395 року у верхній долині Рейну на чолі з абатом Дізентісом утворена Сіра ліга, до складу якої увійшли селянські громади та дворяни з метою покласти край міжусобицям.[14] До 1424 року в ній домінували вільні громади, і вона приняла демократичнішу хартію.
- Ліга Десяти Юрисдикцій.[15]

### Подальше розширення
У другій половині XV століття конфедерація ще більше розширила свою територію. На півночі колишні габсбурзькі міста Шаффгаузен і Штайн-ам-Райн стали вільними імперськими містами 1415 году року після заборони Фрідріха IV. Відіграючи стратегічно важливу роль (вони контролювали два єдині укріплені мости через річку Рейн між Констанцом і Базелем), вони боролися не тільки з баронами-розбійниками із сусіднього Гегау, але й перебували під тиском Габсбургів, що прагнули повернути втрачене. 1 липня 1454 року Шаффгаузен став асоційованим членом конфедерації (Zugewandter Ort), уклавши угоду з шістьома з восьми кантонів (у підписання угоди не брали участь Урі й Унтервальден). За допомоги швейцарців армія Габсбургів чисельністю близько 2000 осіб була відбита на схід від Тайнгену. Штайн-на-Рейні уклав аналогічну угоду 6 грудня 1459 року.
Місто Санкт-Галлен отримало свободу 1415 року, але перебувало в конфлікті з абатом, що прагнув підкорити його своїй владі. Але герцоги Габсбургів були не в змозі підтримати його жодним чином, і 17 серпня 1451 року абатство стало протекторатом конфедерації. Місто було прийнято як ассоційована держава 13 серпня 1454 року. Фрібур у 1440-х роках перейшов під владу герцога Савойського, 1452 року остаточно визнавши його своїм правителем. Але через два роки він вступив до альянсу з Берном і став асоційованим учасником союзу. Міста у володінні Габсбургів — Роттвайль і Мюлуз — також звернулися по допомогу до кантонів: Роттвайль став їхнім союзником 18 червня 1463 року, а Мюлуз — 17 червня 1466 року, уклавши угоду з Берном і Золотурном). Рапперсвіль, габсбурзький анклав на території конфедерації, розташований на Цюрихському озері, 1458 року пережив державний переворот, за підсумком якого 1464 року він став швейцарським протекторатом.
1460 року Герцог Австрії Сигізмунд вступив у боротьбу за владу з папою Пієм II через призначення єпископа в Тіролі. Коли герцог був відлучений папою, конфедерати восени того року захопили Тургау і Зарганс, які стали спільною власністю кантонів Цюрих, Люцерн, Урі, Швіц, Унтервальден, Цуг і Гларус.
Швейцарці також були зацікавлені у розширенні свого впливу на південь від Альп, аби убезпечити торговий шлях через перевал Санкт-Готтард до Мілану. З 1331 року вони намагалися чинити вплив шляхом мирних торговельних угод, але в XV столітті почалися бойові дії. 1403 року верхня частина долини Левентіни на південь від перевалу стала протекторатом Урі. Протягом століття між швейцаряами та Міланським герцогством точилася мінлива боротьба, за підсумками якої Левентіна лишилася за союзом.

### Бургундські війни

Бургундське герцогство станом на 1477 рік.

Агресивна зовнішня політика бургундського герцога Карла Сміливого призвела його до війн із французьким королем Людовиком XI та імператором Фрідріхом III. На їхньому боці виступив і Швейцарський союз, чому посприяла бургундська політика ембарго проти Базеля, Страсбурга й Мюлуза, а також укладений 1469 року Сент-Омерський договір герцога з ерцгерцогом Сигізмундом, за якою останній продавав за 50 тис. гульденів більшу частину своїх володінь у Передній Австрії.

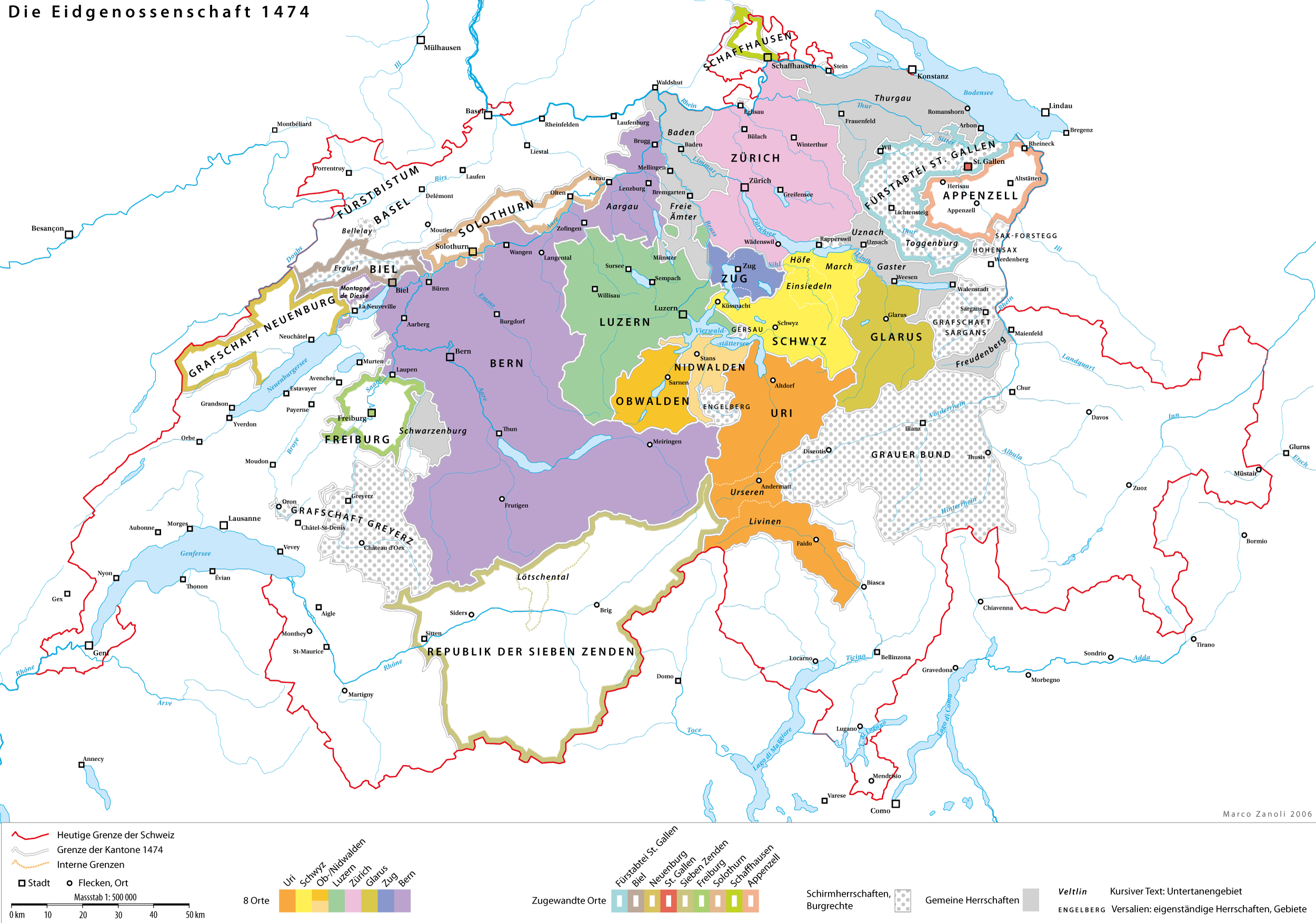
Швейцарія станом на 1474 рік.

Кульмінація конфлікту відбулася 1474 року, коли австрійський герцог Сигізмунд у Констанці уклав мирну угоду з конфедератами (пізніше названу Ewige Richtung). Об'єднане військо зі швейцарців, елзаських містян і солдат Сигізмунда захопило Бургундську Юру (Франш-Конте), а через рік Берн відняв у союзного до бургундців Савойського герцогства Во. Сім десятих за допомоги бернців та інших конфедератів після листопада 1475 року вибили савойців з нижнього Вале. Карл Сміливий у протистоянні зі швейцарцями зазнав три поразки (у Грансоні, Муртені та насамкінцець під Нансі, де був убитий). Серед швейцарців ця подія відображена у приказці «Карл Сміливий утратив своє майно в Грансоні, свою сміливість у Муртені, а свою кров під Нансі» («Bi Grandson s'Guet, bi Murte de Muet, bi Nancy s'Bluet» (hät de Karl de Küeni verloore)).
За підсумком війни Бургундське герцогство припинило своє існування, будучи поділеним між Францією та Священною Римською імперією. Уже 1476 року Берн повернув Во герцогу Савойському в обмін на викуп 50 тис. гульденів, а через три роки продав свої права на Франш-Конте Людовику XI за 150 тис. гульденів. Конфедерати зберегли за собою тільки невеликі території на схід від Юрських гір, де Берну і Фрібуру особливо підпорядковувалися міста Грансон і Муртен. Однак весь Во лишався незалежним, і лише 1536 року Берн знову захопив його. Хоча Бургундські війни принесли Швейцарському союзу малі територіальні надбання, вони відзначили зростаючу цінність швейцарських найманців для держав Європи.

### Найманство

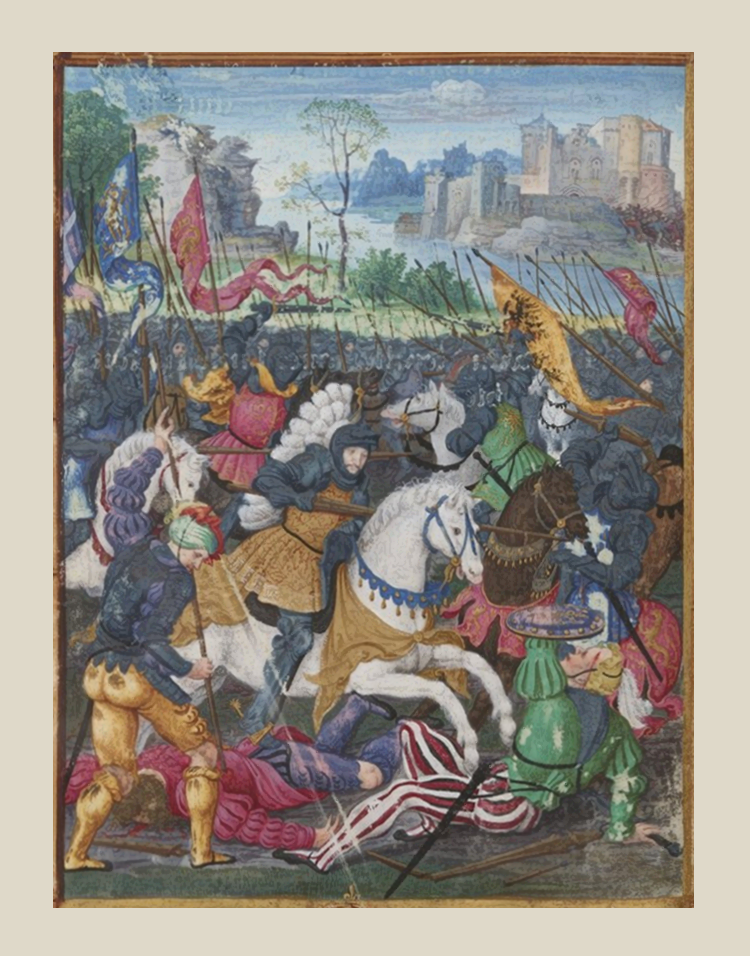
Побій французького жандарма зі швейцарцями в битві під Мариньяно. Мініатюра Ноеля Белльмара до видання промов Цицерона. 1529—1530 рр.

Незабаром після Бургундських війн окремі кантони уклали контракти найманців, так звані «капітуляції», з багатьма сторонами, зокрема з Папою — папська швейцарська гвардія була заснована 1505 року та почала діяти роком пізніше. Були укладені додаткові контракти з багатьма європейськими державами, включно із Францією (швейцарська гвардія), герцогством Савойським й Австрією. Швейцарські найманці спочатку відігравали важливу, а згодом вторинну роль на європейських полях бою аж до XVIII століття.).
Швейцарські війська згодом були залучені в італійські війни між Валуа та Габсбургами за контроль над північною Італією. 1500 року конфедерати зайняли стратегічно важливу фортецю Беллінцона, якою французький король Людовик XII, що правив Міланом, остаточно поступився їм 1503 року. З 1512 року конфедерати воювали на боці римського папи Юлія II та його союзників у боротьбі проти французів на територіях на південь від Альп. Після первинних успіхів та завоювання значною частини території Мілану, вони були повінстю розбиті французькою армією в битві під Мариньяно 1515 року, яка поклала край військовим походам Швейцарського союзу. Результатом стало завоювання Тічино як обопільного адміністративного району конфедерації та зайняття долини річки Адда (Вальтелліна, Борміо і К'явенна), яка залишатиметься в залежності від Граубюндену аж до 1797 року з короткою перервою під час Тридцатирічної війни.

### Тринадцять кантонів
Після завершення Бургундських війн Фрібур і Золотурн, які брали в них участь, забажали приєднатися до конфедерації, що схилило би терези на користь міських кантонів. 1477 року сільські кантони сунули на міста на знак протесту.
У Штансі 1481 року для рішення проблем було проведено тагзатцунг, але війна здавалася неминучою. Було вирішено звернутися за порадою до місцевого відлюдника Ніклауса фон Флюе, який попросив передати повідомлення членам тагзатцунгу від свого імені. Деталі лишаються невідомими й по сьогодні, але послання заспокоїло настрої і призвело до укладання Штанської угоди з прийняттям Фрібуру та Золотурну до складу конфедерації.
Після окремих двосторонніх пактів між лігами Граубюндену та деякими кантонами конфедерації, які існували з початку XV століття, федерація Трьох ліг загалом стала асоційованою державою конфедерації 1498 року, уклавши союзні угоди із сімома найсхіднішими кантонами.

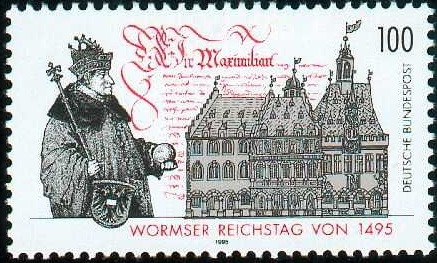
Марка, присвячена Вормському рейхстагу. Німеччина, 1995 рік.

Коли конфедерати відмовилися прийняти рішення Вормського рейхстагу 1495 року про проведення імперської реформи, через чотири роки розпочалася війна між ними та союзом Швабської ліги та Священної Римської імперії. Бойові дії в Шаффгаузені, австрійському Форарльбергу та Граубюндені завершилися генеральною битвою під Дорнахом, у якій імперські війська зазнали поразки. У вересні 1499 року в Базелі було укладено мирну угоду, яка встановила фактичну незалежність союзу від імперії (зокрема, його 1500 року не включили в систему імперських округів), хоча номінально він продовжував лишатися частиною Священної Римської імперії аж до закінчення Тридцятилітньої війни.
Як прямий наслідок Швабської війни, 1501 року раніше асоційовані міста-держави Базель і Шаффгаузен приєдналися до конфедерації. 1513 року їхній приклад наслідував кантон Аппенцелль, що став тринадцятим членом союзу. Міста Санкт-Галлен, Біль, Мюлуз і Ротвайль, а також Три ліги в Граубюндені були партнерами конфедерації (Zugewandte Orte); Вале став асоційованим членом 1529 року.

### Захоплення Тічино та Вальтелліни
Регіон Тічино складався з декількох міст-держав уздовж однойменної річки. Після завоювання його розділили на чотири бейлівіки Тічино (Валле-ді-Маджа, Локарно, Лугано та Мендрізіо), які після 1512 року перебували під спільним управлінням 13 кантонів. Цей район також охоплював декілька інших територій, які належали одному чи декільком кантонам. До них належать: бейлівіки Беллінцони, Бленіо та Рів'єра (належали Урі, Швіцу та Нідвальдену), а також бейлівік Левентіна (що належав Урі) та Валь-д'Оссола. Були також три італомовні області Трьох ліг (Борміо, Вальтелліна та К'явенна), які не були включені в бейлівіки Тічино.
Між 1403 і 1422 роками деякі з цих земель були анексовані військами з Ури, але надалі були втрачені після битви під Арбедо, після якої швейцарська експансія була на час зупинена, зі збереженням впливу конфедерації в цьому районі. Кантон Урі захопив долину Левентіни в 1440 році. У другому захопленні Урі, Швіц та Нідвальден 1500 року одержали місто Беллінцона і Рів'єру. Третє захоплення було здійснено військами усієї конфедерації (яка на той час складалася з 12 кантонів). 1512 року були приєднані Локарно, долина Маджа, Лугано та Мендрізіо. Згодом верхня долина річки Тічино, від Санкт-Готтарду до міста Б'яска (долина Левентіна), була частиною кантону Урі. Територія, що залишилася (Baliaggi Ultramontani, Ennetbergische Vogteien, Bailiwicks Beyond the Mountains), перебувала у веденні Дванадцяти кантонів. Ці округи управлялися судовими розпорядниками, які обіймали посаду протягом двох років і купували її у членів Ліги.

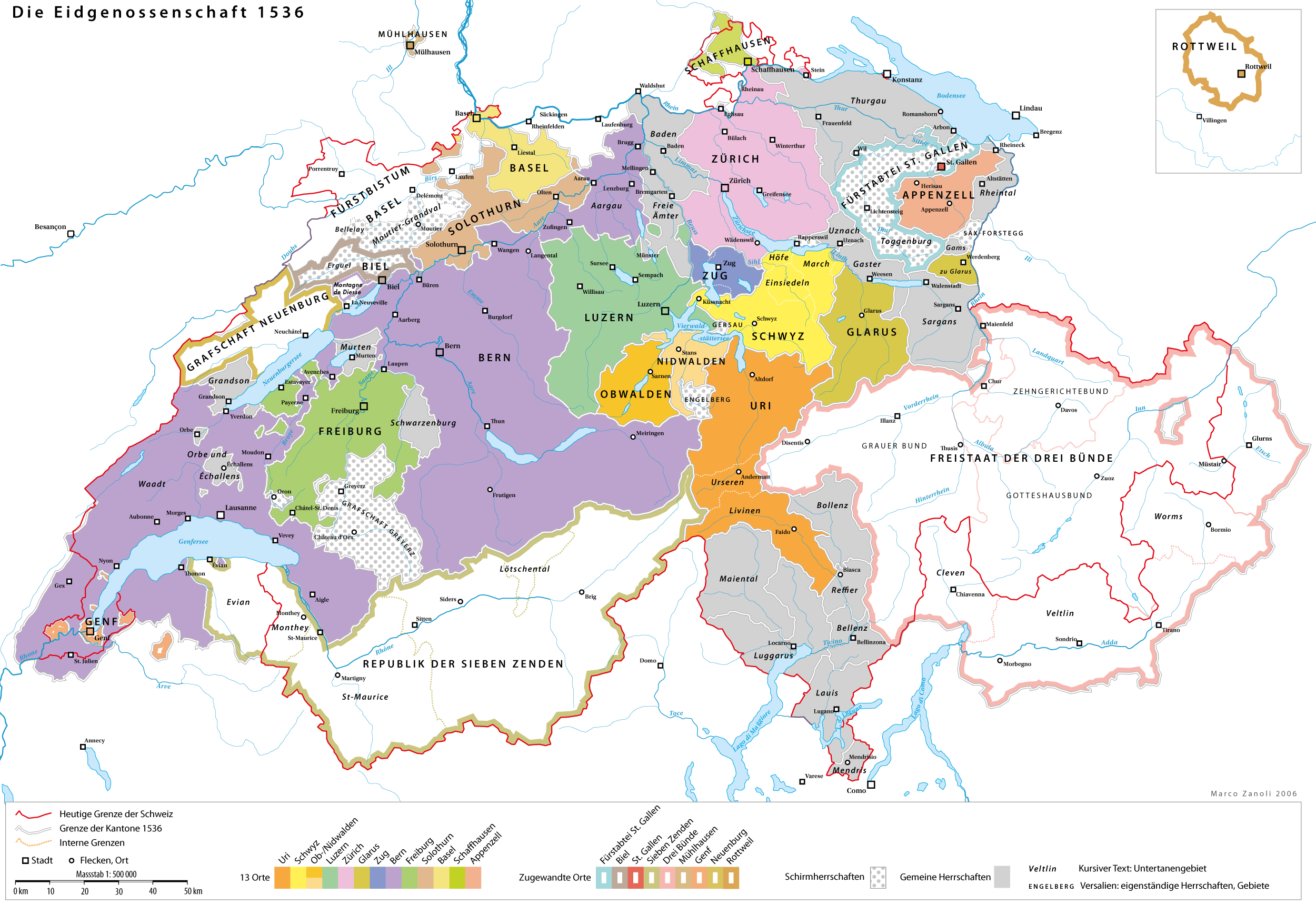
Швейцарія станом на 1536 рік.

Деякі землі та місто Беллінцона були аннексовані Урі 1419 року, але були втрачені 1422 року. 1499 року майже півтора століття міланського правління в Беллінцоні закінчилися вторгненням у Мілан французького короля Людовика XII. Він захопив місто та, побоюючись нападу швейцарців, укріпив Кастельгранде гарнізоном чисельністю 1 тис. осіб. Усю зиму 1499—1500 рр. в Беллінцоні ширилися заворучення, поки повстале населення не вигнало французів. Після упіймання та страти Лодовико Сфорца, 14 квітня Беллінцона приєдналася до конфедерації. Беллінцона залишається під спільним контролем Урі, Швіцу та Нідвальдену аж до утворення Гельветійської республіки 1798 року.
Між 1433 і 1438 роками міланський герцог Алоїзіо Сансеверіно контролював Лугано. За його спадкоємців аж до французького вторгнення 1499 року регіон охоплювали повстання й бунти.

## Соціальний розвиток
Події, що розпочалися приблизно в XIII столітті, завдали глибокого впливу на суспільство. Поступово кріпацьке населення перетворилося на вільних селян і містян. У невеликах за сучасними мірками містах (у Базелі проживало близько 10 тис. мешканів; у Цюриху, Берні, Лозанні та Фрібурі — близько по 5 тис.) розвиток був природнім, адже сеньори дуже швидко надали містам певну автономію, зокрема щодо їхнього внутрішнього управління. Кількість міст також збільшилася в цей період. Станом на 1200 рік було близько 30 міст. Через століття, у 1300 році, налічувалося вже понад 190 взаємопов'язаних міст. На початку XIV століття ремісники в містах почали формувати гільдії та все частіше брали на себе політичний контроль, особливо в містах уздовж Рейну, наприклад в Ельзасі, у Базелі, Шаффгаузені, Цюриху чи в Курі. (але не в Берні, Люцерні чи німецькому Франкфурті, де потужніша аристократія перешкоджала такому розвитку). Міста, керовані гільдіями, мали достатньо демократичну структуру з міською радою, яку обирали громадяни.
У сільських районах у місцевого населення було менше свободи, але деякі місцеві феодали заохочували колонізацію віддалених районів шляхом надання певних привілегій. Відомим був колонізаторський рух певних долин від Вале до Граубюндену в XIV столітті. У гірських районах згодом розвинулося громадське управління загальними полями, горами та лісами (останні відіграють важливу роль у захисті від лавин), і громади в долині почали тісно співпрацювати та викупати володіння шляхетних землевласників або просто позбавляти їх прав. Регіональні парламенти — Landsgemeinden — були сформовані для управління загальним надбанням; вони також слугували як вищі суди та обирали представників — ландаманів.
У міру того, як вільні фермери пересілялися в гірські долини, стало можливим будівництво й обслуговування гірських перевалів. У XII і XIII століттях проходи в Граубюнден і Вале були розширені та розвинуті, що майже цілком уможливило міграцію вальзерів. Готтардський перевал був вперше відкритий приблизно в XII столітті, а станом на 1236 рік його назвали на честь баварського святого Годегарда. У міру зростання населення у прилеглих гірських долинах проходні дороги продовжували розширюватися. Завдяки простішим і безпечнішим дорогам, а також розвитку інфраструктури міжнародна торгівля через гірські долини та інші частини Швейцарії зростала.
Хоча й бідні, і багаті громадяни чи селяни мали однакові права (хоча й не однаковий статус), не всі люди були рівними. Імігранти в селах та містах не мали політичних прав і називалися Hintersassen. У сільській місцевості вони повинні були платити за використання земель громади. Вони одержали рівні права тільки після того, як отримали громадянство, що було питанням багатства й часу.
Міста, для отримання контролю над оточними сільськими районами, наслідували експансіоністську територіальну політику, використовуючи військову міць чи тонкіші засоби, наприклад викупи чи прийняття нових підданих як своїх громадян (тим самим звільнюючи їх від влади сеньйора). Тепер міста призначали намісників для управління адміністрацією, але це лише іноді та повільно призводило до обмеження автономії сільських громад. Селяни володіли своєю землею, села продовжували керувати своїм надбанням; а мешканці села брали участь у складі журі міського арбітражного суду. Однак вони мали нести військову службу в місті, що, з іншого боку, давало право на володіння та носіння зброї.
У другій половині XV століття Базель став центром вищої освіти та науки. З 1431 по 1447 рік місто приймало Ферраро-Флорентійський собор, а 1460 року було засновано університет, який із часом привабив багатьох відомих мислителів, як Еразм Роттердамський чи Парацельс.

### Політичний устрій

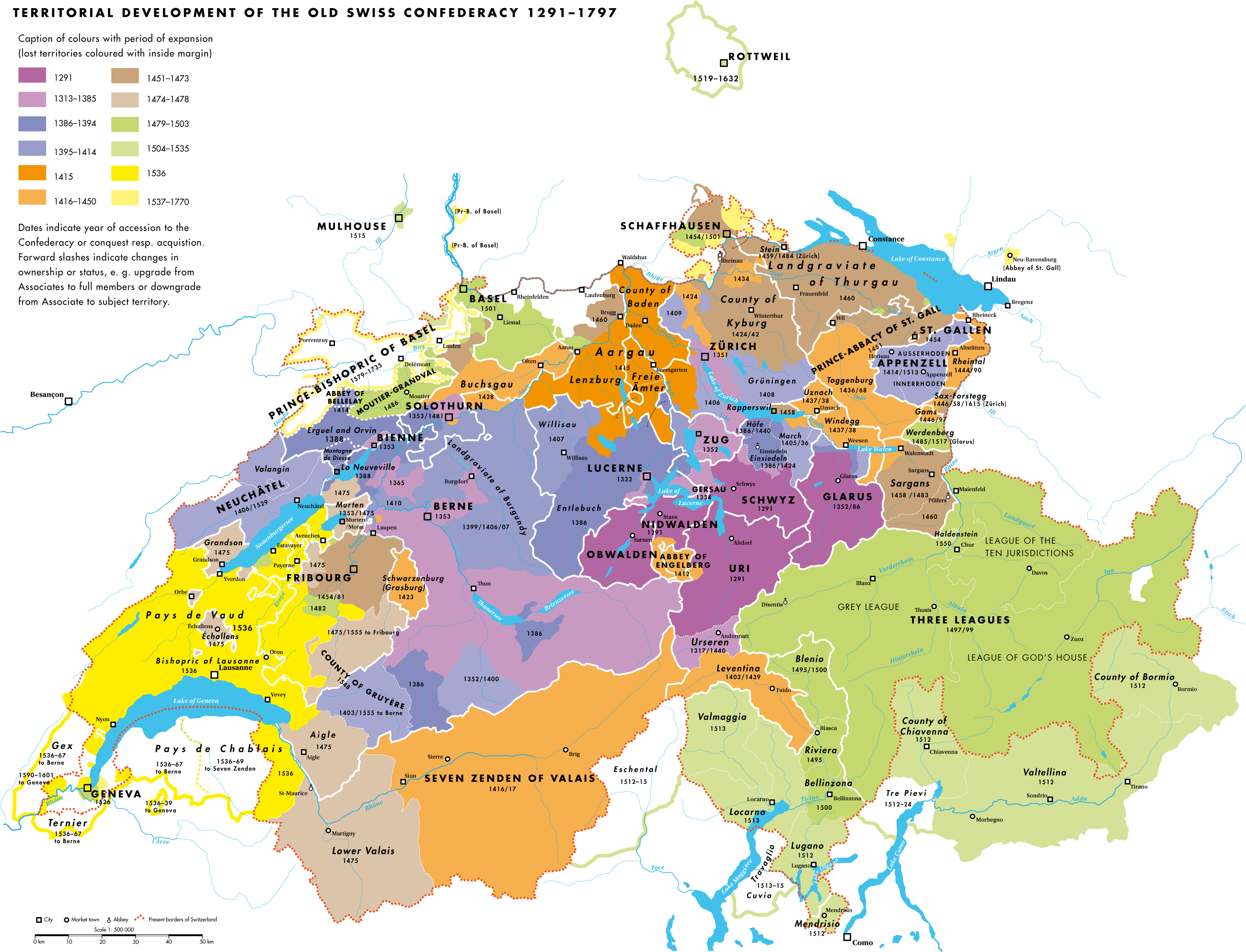
Розширення Швейцарської конфедерації з 1291 по 1797 рік

Спершу конфедерація не була об'єднана єдиним пактом, а радше цілою низкою частково перехресних пактів й окремих двосторонніх угод з мінімальними зобов'язаннями між різними учасниками. Сторони загалом умовилися зберігати мир на своїх територіях, допомагати один одному у військових потугах і визначили арбітраж у разі виникнення суперечок. Земпахська хартія 1393 року була першим договором, який об'єднав усі тодішні вісім кантонів, а згодом і свого роду федеративною угодою. Другим об'єднавчим договором стала підписана 1481 року Штанська угода.
У XV сторіччі з'явилися конфедеративні збори  — тагзатцунг (нім. Tagsatzung), що скликалися декілька разів на рік. Кожний кантон делегував двох представників; зазвичай це також передбачало асоційовані стани. Спершу кантон, де збиралися делегати, головував на зібранні, але в XVI сторіччі Цюрих назавжди став головою («Vorort»), і Баден став сесійним місцем засідань.
Тагзатцунг розглядав усі міжкантональні справи, а також слугував найвищим арбітражним судом для врегулювання суперечок між державами-членами чи прийняття рішень про санкції проти незгодних членів, як це відбулося під час Старої Цюрихської війни. Він також організовував та контролював управління такими громадами, як Баден, Фрайамт, Тургау в долині Рейну між Боденським озером і Куром або в Тічино. Керівники для цих громад були делеговані на два роки, причому кожен раз призначення здійснювалося іншим кантоном.
Попри свій неформальний характер, Тагзатцунг був важливим інструментом вирішення питань і відіграв важливу роль у розвитку почуття єдності між кантонами, які поступово визначили себе як «Eidgenossenschaft».

### Економіка
Населення кантонів у XV столітті становило близько 600 тисяч осіб, а до XVI століття збільшилося до 800 тисяч. Власного зерна вистачало лише в деяких низинних регіонах; більшість районів залежало від імпорту вівса, ячменю чи пшениці. В Альпах, де врожай зерна завжди був особливо низьким через кліматичні умови, відбувся перехід від землеробства до виробництва сиру й масла з коров'ячого молока. У міру того, як дороги ставали кращими й безпечнішими, розвивалася бурхлива торгівля з містами.
Міста зі своїми ринковими площами були важливими центрами торгівлі, розташованими на головних дорогах через Альпи. Розвивалося текстильне виробництво, центром якого був Санкт-Галлен. Сир також був основним експортним товаром. Експорт зі швейцарських міст сягав Леванту чи Речі Посполитої.
Наприкінці XV століття найманство стало також важливим економічним фактором. Reisläuferei, так називалася служба найманців, вабила багатьох молодих авантюристів, які вбачали в цьому спосіб уникнути відносної бідності. Сплачувалися послуги не тільки самих найманців, а й їхніх рідних кантонів. Ця процедура, популярна серед молодих селян із сільських кантонів, однак, піддавалася серйозній критиці за тяжке виснаження місцевих людських ресурсів.

## Міфи та легенди
Події, розказані в сазі про Вільгельма Телля, які ймовірно відбулися близько 1307 року, не підтверджуються історичними свідченнями. Ця історія, як і пов'язана з нею історія клятви на Рютлі, галявини над Фірвальдштеттським озером, здається, бере свій початок з Білої книги Зарнена — збірника народних казок 1470 року.
Легенда про Арнольда фон Вінкельріда, який у ході битви біля Земпаху кинувся на списи австрійських піхотинців, тим самим проломивши їхню оборону, також вперше згадується в XVI столітті. У раніших записах про бій його подвиг не згадується.